# برادر کوچک (فیلم ۲۰۰۰)
برادر کوچک (ایتالیایی: Il fratello minore) یک فیلم ایتالیایی به کارگردانی «استفانو جیلی» است که در سال ۲۰۰۰ منتشر شد.

## بازیگران
- پائولو ساسانلی
- رنتسو آربوره
- ری لاولاک
- ادویژ فنش
- فابیو تراورسا
- آگوستو زوکی
- سونیا آکوینو